# 予想外割
予想外割（よそうがいわり）とは、ソフトバンクモバイルが2006年10月23日に発表した「ゴールドプラン」、「新スーパーボーナス」の2つの料金割引サービス及び期間限定キャンペーン（「ソフトバンク大創業祭キャンペーン」）から構成される6つの携帯電話料金割引の総称である。

## 概要
予想外割（に含まれる割引）の利用には、キャンペーン期間中に新スーパーボーナスとゴールドプランの両方に加入することが必要となる。予想外割の名称は、画面が90度回転するAQUOSケータイ (905SH) のCMのキャッチコピー「予想外」から取っているものと見られる。

### ゴールドプラン
通話料¥0
ソフトバンク携帯同士の通話料が無料になるサービス。ただし、夜21時から翌1時までの1カ月の累計通話時間が200分を超えると20円/30秒となる。NTTドコモやau等にあるような無料通話分は無く、他社への通話は有料となる。
メール代¥0
ソフトバンク携帯同士のメール送受信料金が無料になるサービス。
元は、ショートメッセージサービスのみ無料であったが、ネット上の批判要望を受け、10月24日に急遽通常のメールを無料に変更した。
基本料70%割引
キャンペーン期間中に加入すると、ゴールドプランの基本料が月額9600円から2880円に割引になるサービス。

### 新スーパーボーナス
全機種¥0
新規契約・機種変更契約を問わず携帯端末全機種の割賦支払の頭金（持ち帰り価格）が無料。ただし、27ヶ月以内に中途解約や機種変更および契約変更した場合は、解約料（割賦支払の残額分）が発生する。
月額使用料¥0
キャンペーン期間中に加入すると、加入時から最大2ヶ月間月額使用料が無料になる。
パケット定額代¥0
キャンペーン期間中に加入すると、加入時から最大2ヶ月間パケットし放題が無料になる。

## その他
他に、キャンペーン期間中の新スーパーボーナス加入特典として、「スーパー安心パック」最大3ヶ月無料、「スーパー便利パック」最大4ヶ月無料及び加入時の割賦支払の頭金10,500円割引がある。

## 景品表示法・電気通信事業法との関係
予想外割の新聞やテレビCMなどの広告では、「0円」という文字を大きく印刷し、安さを強調している反面、無料通話・メールの条件がソフトバンク携帯同士の通話等に限定されること、無料通話時間の制限があること、端末の割賦販売利用がゴールドプランの加入条件になっていることなどが小さく表記されていた。この広告をKDDIが公正取引委員会に調査を依頼し、「通話料・メール代0円」等を謳うソフトバンクモバイルの広告に景品表示法第4条「不当な表示の禁止」（有利誤認）に違反する疑いがあるとして調査をした。これらの「0円」の文字を小さく、その他注釈の記載を大きくするなど、広告内容の変更を検討し始めた。
また、ゴールドプランの月額基本使用料9,600円を基準にして「ずっと70％引」と宣伝していたが、当初、ゴールドプランの契約には新スーパーボーナスへの加入が必須であった。その結果、キャンペーン期間後でも初年度から37％引の6,048円となり、実際には存在しない料金である9,600円と比較しているのは景品表示法第4条「不当な表示の禁止」（有利誤認）に違反するのではないか、との指摘もあったとの説もある。この問題は、2006年12月21日よりゴールドプランだけの単体契約もできるように改定し、9,600円との料金が実際に存在するようにしたことで対処した。
基本料70%OFFについて、特定期間の契約者のみを、長期に渡って優遇し続けるのは、電気通信事業法第19条にて禁止されている、「特定の者に対し不当な差別的取扱い」に該当する可能性があるとKDDIが指摘する。一方、これを避けるため、キャンペーン期間が終わる2007年1月16日以降も70%割引を継続すると、景品表示法第4条「不当な表示の禁止」（不当な二重価格表示）に違反してしまう問題がある。
ソフトバンクモバイルは、大創業祭キャンペーンは予定通り2007年1月15日をもって終了と発表した。なお、ゴールドプランの「注意書きの多さ」を改めたという「ホワイトプラン」を2007年1月5日発表、16日より提供開始している。